# Batasio dayi
Batasio dayi är en fiskart som först beskrevs av Vinciguerra, 1890.  Batasio dayi ingår i släktet Batasio och familjen Bagridae. IUCN kategoriserar arten globalt som otillräckligt studerad. Inga underarter finns listade.